# 80-й меридіан західної довготи
80-й меридіан західної довготи — лінія довготи, що лежить на 80 градусів західніше Гринвіцького меридіана. Вона проходить від Північного полюса через Північний Льодовитий океан, Північну Америку, Атлантичний океан, Центральну Америку, Південну Америку, Тихий океан, Південний океан та Антарктиду до Південного полюса.
80-й меридіан західної довготи формує велике коло разом із 100-тим меридіаном східної довготи.
В Антарктиді меридіан визначає східну межу територіальних претензій Великої Британії і проходить через Чилійську Антарктику.

## Список географічних об'єктів, що перетинає 80° зх. д.
Починаючи на Північному полюсі та рухаючись до Південного полюса, 80-й меридіан західної довготи проходить через:
| Координати                                                 | Країна, територія або море | Примітки |
| ---------------------------------------------------------- | -------------------------- | --- |
| 90°0′ пн. ш. 80°0′ зх. д. / 90.000° пн. ш. 80.000° зх. д.  | Північний Льодовитий океан | |
| 82°56′ пн. ш. 80°0′ зх. д. / 82.933° пн. ш. 80.000° зх. д. | Канада                     | Нунавут — проходить через острів Елсмір |
| 76°14′ пн. ш. 80°0′ зх. д. / 76.233° пн. ш. 80.000° зх. д. | Протока Джонс[en]          | Проходить західніше острова Кобург[en], Нунавут, Канада                                                                                     |
| 75°33′ пн. ш. 80°0′ зх. д. / 75.550° пн. ш. 80.000° зх. д. | Канада                     | Нунавут — проходить через острови Девон та Філпотс[en]                                                                                      |
| 74°50′ пн. ш. 80°0′ зх. д. / 74.833° пн. ш. 80.000° зх. д. | Море Баффіна               | |
| 73°44′ пн. ш. 80°0′ зх. д. / 73.733° пн. ш. 80.000° зх. д. | Канада                     | Нунавут — проходить через острів Байлот |
| 72°53′ пн. ш. 80°0′ зх. д. / 72.883° пн. ш. 80.000° зх. д. | Затока Тасіуяк[en]         | |
| 72°31′ пн. ш. 80°0′ зх. д. / 72.517° пн. ш. 80.000° зх. д. | Канада                     | Нунавут — проходить через острів Іміліїт[en] та Баффінову Землю                                                                             |
| 69°57′ пн. ш. 80°0′ зх. д. / 69.950° пн. ш. 80.000° зх. д. | Затока Тасіуяк[en]         | |
| 69°44′ пн. ш. 80°0′ зх. д. / 69.733° пн. ш. 80.000° зх. д. | Канада                     | Нунавут — проходить через острів Капуївіїт[en]                                                                                              |
| 69°30′ пн. ш. 80°0′ зх. д. / 69.500° пн. ш. 80.000° зх. д. | Затока Фокс                | |
| 65°30′ пн. ш. 80°0′ зх. д. / 65.500° пн. ш. 80.000° зх. д. | Протока Фокс               | Проходить східніше острова Саутгемптон, Нунавут, Канада                                                                                     |
| 63°4′ пн. ш. 80°0′ зх. д. / 63.067° пн. ш. 80.000° зх. д.  | Гудзонова затока           | |
| 62°19′ пн. ш. 80°0′ зх. д. / 62.317° пн. ш. 80.000° зх. д. | Канада                     | Нунавут — проходить через острів Мансел |
| 61°43′ пн. ш. 80°0′ зх. д. / 61.717° пн. ш. 80.000° зх. д. | Гудзонова затока           | |
| 59°53′ пн. ш. 80°0′ зх. д. / 59.883° пн. ш. 80.000° зх. д. | Канада                     | Нунавут — проходить через острів Гілмур[en]                                                                                                 |
| 59°48′ пн. ш. 80°0′ зх. д. / 59.800° пн. ш. 80.000° зх. д. | Гудзонова затока           | Проходить західніше острова Спліт, Нунавут, Канада                                                                                          |
| 56°19′ пн. ш. 80°0′ зх. д. / 56.317° пн. ш. 80.000° зх. д. | Канада                     | Нунавут — проходить через острови Кугонг[en] та Флаерті[en]                                                                                 |
| 55°54′ пн. ш. 80°0′ зх. д. / 55.900° пн. ш. 80.000° зх. д. | Гудзонова затока           | |
| 54°41′ пн. ш. 80°0′ зх. д. / 54.683° пн. ш. 80.000° зх. д. | Затока Джеймс              | |
| 53°23′ пн. ш. 80°0′ зх. д. / 53.383° пн. ш. 80.000° зх. д. | Канада                     | Нунавут — проходить через острів Норт-Твін[en]                                                                                              |
| 53°14′ пн. ш. 80°0′ зх. д. / 53.233° пн. ш. 80.000° зх. д. | Затока Джеймс              | Проходить західніше острова Саут-Твін[en], Нунавут, Канада                                                                                  |
| 51°14′ пн. ш. 80°0′ зх. д. / 51.233° пн. ш. 80.000° зх. д. | Канада                     | Онтаріо |
| 42°48′ пн. ш. 80°0′ зх. д. / 42.800° пн. ш. 80.000° зх. д. | Озеро Ері                  | |
| 42°10′ пн. ш. 80°0′ зх. д. / 42.167° пн. ш. 80.000° зх. д. | США                        | Пенсільванія — проходить через Піттсбург Західна Вірджинія Вірджинія Північна Кароліна Південна Кароліна — проходить через Чарлстон         |
| 32°37′ пн. ш. 80°0′ зх. д. / 32.617° пн. ш. 80.000° зх. д. | Атлантичний океан          | Проходить східніше острова Палм-Біч, Флорида, США Проходить через атол Кей-Сал[en], Багамські Острови                                       |
| 23°3′ пн. ш. 80°0′ зх. д. / 23.050° пн. ш. 80.000° зх. д.  | Куба                       | Проходить через острів Куба |
| 21°44′ пн. ш. 80°0′ зх. д. / 21.733° пн. ш. 80.000° зх. д. | Карибське море             | |
| 19°43′ пн. ш. 80°0′ зх. д. / 19.717° пн. ш. 80.000° зх. д. | Кайманові Острови          | Проходить через острів Малий Кайман |
| 19°42′ пн. ш. 80°0′ зх. д. / 19.700° пн. ш. 80.000° зх. д. | Карибське море             | |
| 9°20′ пн. ш. 80°0′ зх. д. / 9.333° пн. ш. 80.000° зх. д.   | Панама                     | |
| 8°26′ пн. ш. 80°0′ зх. д. / 8.433° пн. ш. 80.000° зх. д.   | Панамська затока           | |
| 7°31′ пн. ш. 80°0′ зх. д. / 7.517° пн. ш. 80.000° зх. д.   | Панама                     | Проходить через край півострова Асуеро |
| 7°28′ пн. ш. 80°0′ зх. д. / 7.467° пн. ш. 80.000° зх. д.   | Тихий океан                | |
| 0°49′ пн. ш. 80°0′ зх. д. / 0.817° пн. ш. 80.000° зх. д.   | Еквадор                    | Проходить через материк та острів Пуна |
| 4°22′ пд. ш. 80°0′ зх. д. / 4.367° пд. ш. 80.000° зх. д.   | Перу                       | |
| 6°44′ пд. ш. 80°0′ зх. д. / 6.733° пд. ш. 80.000° зх. д.   | Тихий океан                | Проходить між островами Десвентурадас[en], Чилі Проходить між островами Хуан-Фернандес, Чилі                                                |
| 60°0′ пд. ш. 80°0′ зх. д. / 60.000° пд. ш. 80.000° зх. д.  | Південний океан            | |
| 73°2′ пд. ш. 80°0′ зх. д. / 73.033° пд. ш. 80.000° зх. д.  | Антарктида                 | Становить західну межу Британської Антарктичної Території (претендує Велика Британія) Проходить через Чилійську Антарктику (претендує Чилі) |